# 上塔遗址
上塔遗址，位于中国广西壮族自治区桂平市寻旺乡东塔行政村上塔村，为一个省级文物保护单位，类型为古遗址，为第四批广西壮族自治区文物保护单位，公布时间为1994年7月8日。
上塔遗址的历史年代为新石器时代。